# Малый Шоръял
Малый Шоръял (мар. Изи Шоръял) — деревня в Моркинском районе Республики Марий Эл. Входит в состав Семисолинского сельского поселения.

## География
Находится в юго-восточной части республики Марий Эл на расстоянии приблизительно 13 км по прямой на север от районного центра посёлка Морки.

## История
Известна с 1859 года, когда здесь находилось 4 двора, проживали 26 человек. В 1915 году в деревне находились 52 двора, в 1924 году 130 человек, большинство мари, в 1959 году было 36 домов и 162 жителя. В 2004 году 28 дворов. В советское время работали колхозы «У пасу» и им. Мичурина.

## Население
Население составляло 99 человек (мари 99 %) в 2002 году, 97 в 2010.